# رایمن
رایمن (انگلیسی: Ryman) شرکت املاک آمریکایی است، که در سال ۱۹۲۵ توسط ادوارد گیلورد تأسیس شد.